# Cundas
Os cundas são um grupo étnico da Zâmbia, Zimbábue e Moçambique. A sua população chega aproximadamente aos 194 mil elementos. Este povo fala a língua cunda, uma língua banta. A maioria dos cundas vive perto do rio Mwazam'tanda. A sua celebração anual mais importante é o festival Malaila.